# Bluesport
Bluesport från 1974 är ett musikalbum med Lars Gullin. Albumet spelades in i september 1974 i EMI Studios, Stockholm. Bluesport återutgavs 1992 på cd med tre bonusspår från samma sessioner.

## Låtlista
Alla musik är skriven av Lars Gullin om inget annat anges.
1. Pontus (Gunnar Lindqvist) – 6:20
2. Mazurka – 7:47
3. Bluesport – 7:04
4. Omericano – 11:41
5. Holy Grail – 4:29
6. Motorcykeln (Skånska Lasse) – 5:29
7. S.H.T. – 6:31
8. Omericano [take 2] – 4:27
9. Mazurka – 7:43

Spår 7–9 är bonusspår på CD-utgåvan.

## Medverkande
- Lars Gullin – barytonsax (spår 1–9), piano (spår 2, 9)
- Maffy Falay – trumpet (spår 1, 3, 4, 6–8), flygelhorn (spår 2, 4, 5, 8, 9)
- Bertil Strandberg – trombon (spår 1, 3, 7)
- Lennart Jansson – altsax (spår 1, 3, 7)
- Lennart Åberg – sopransax (spår 5)
- Bernt Rosengren – tenorsax (spår 1–9)
- Lars Sjösten – piano (spår 1–9)
- Björn Alke – bas (spår 1–9)
- Jan Bergman – elbas (spår 2, 4, 5, 8, 9)
- Fredrik Norén – trummor (spår 1, 3, 7)
- Rune Carlsson – trummor (spår 2, 4–6, 8, 9)
- Ahmadu Jah – congas (spår 2, 4, 8, 9)
- Okay Temiz – slagverk (spår 2, 4, 6, 8, 9)
- Amedeo Nicoletti – elgitarr (spår 4, 8)